# Behren-lès-Forbach
Behren-lès-Forbach [beʁən lɛ fɔʁbak] est une commune française de l'agglomération de Forbach, située dans le département de la Moselle et le bassin de vie de la Moselle-est, en région Grand Est.

## Géographie

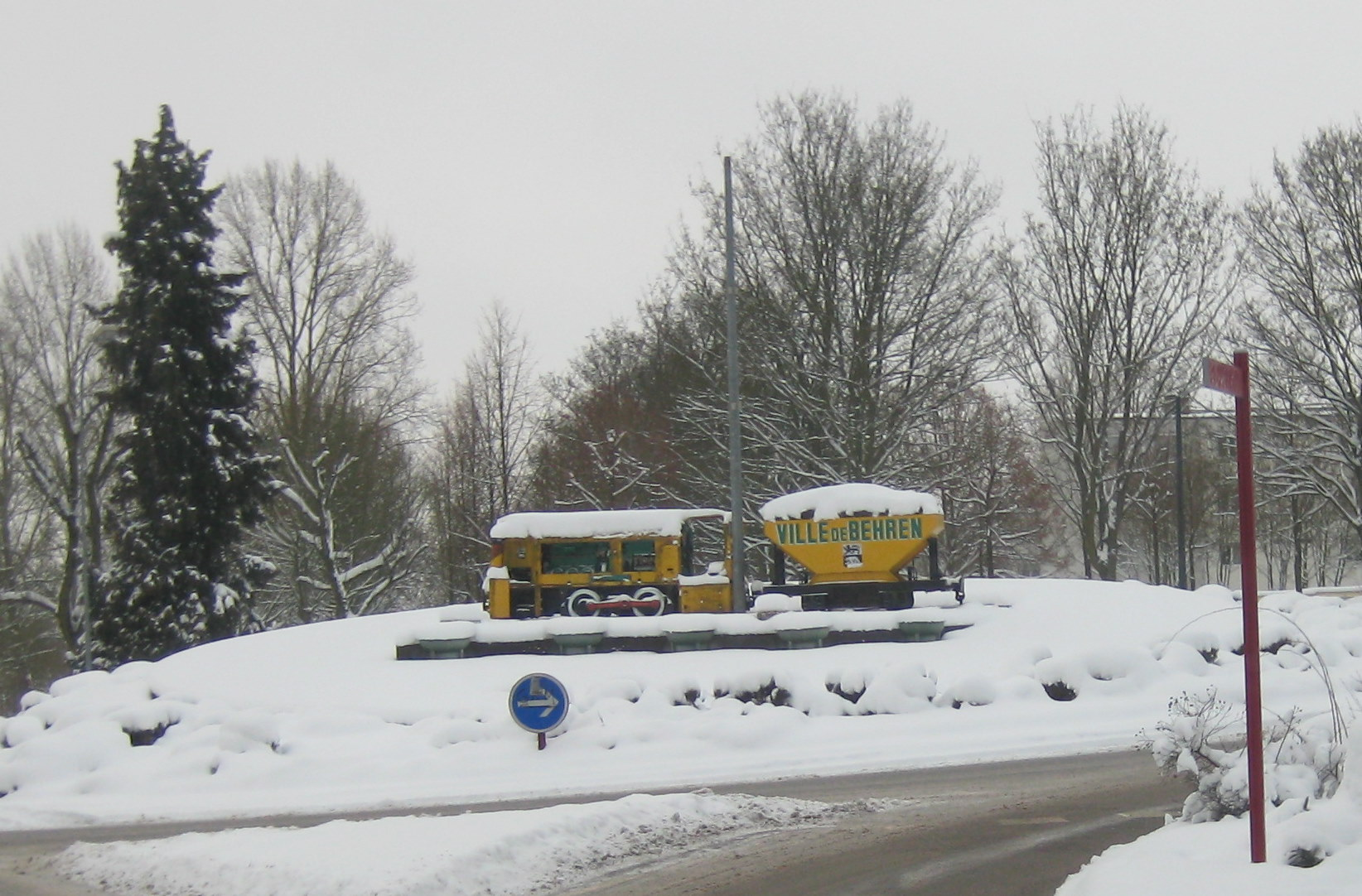
Entrée de Behren sous la neige en 2010.

| Forbach  |                    | Etzling  |
| Œting    | Behren-lès-Forbach | Kerbach  |
| Folkling |                    | Bousbach |

### Hydrographie

#### Réseau hydrographique
La commune est située dans le bassin versant du Rhin au sein du bassin Rhin-Meuse. Elle est drainée par le ruisseau de Lixing.
Le ruisseau de Lixing, d'une longueur totale de 10,3 km, prend sa source dans la commune de Folkling et se jette  dans la Sarre à Grosbliederstroff, après avoir traversé six communes.

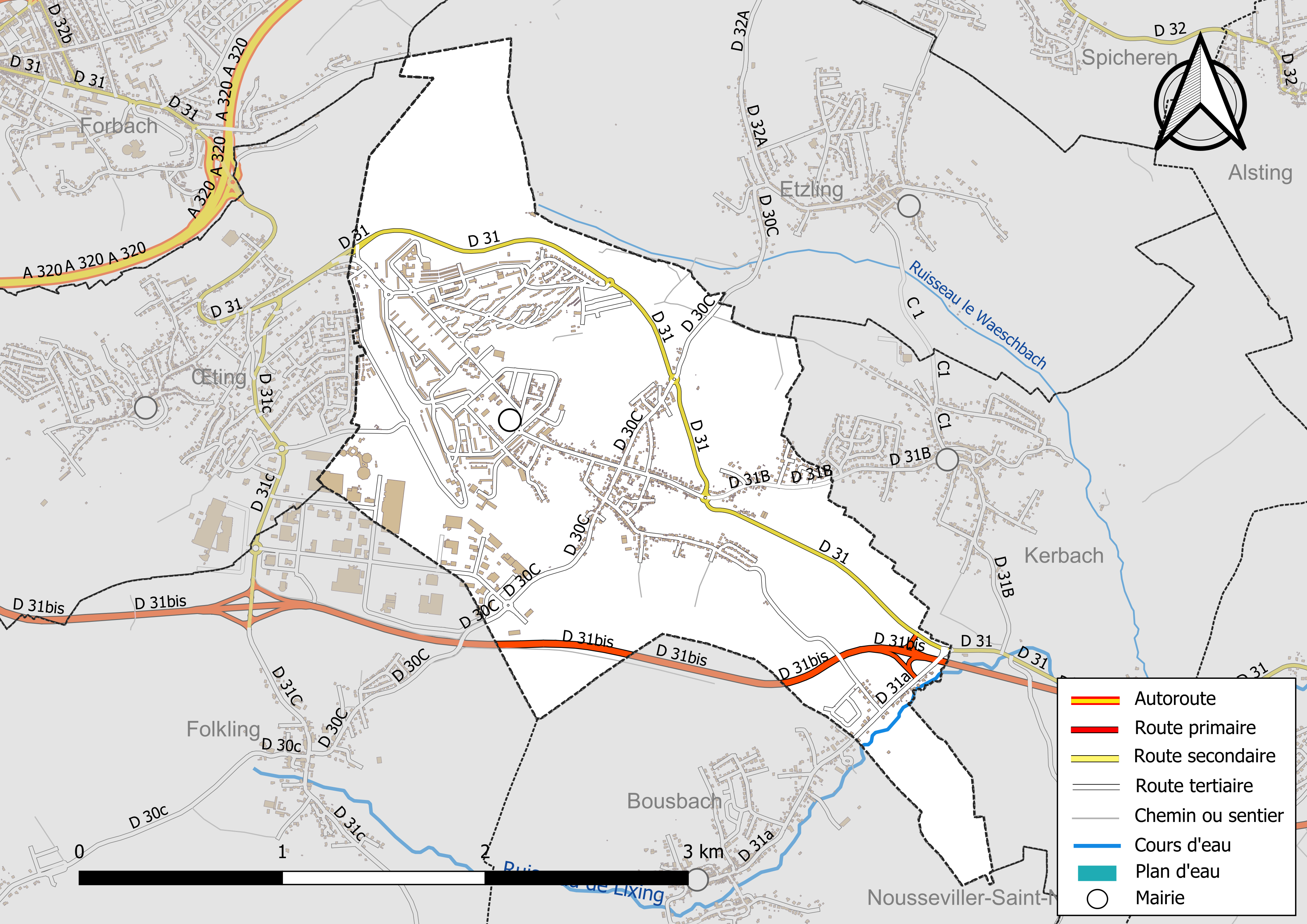
Réseaux hydrographique et routier de Behren-lès-Forbach.

#### Gestion et qualité des eaux
Le territoire communal est couvert par le schéma d'aménagement et de gestion des eaux (SAGE) « Bassin Houiller ». Ce document de planification, dont le territoire est approximativement délimité par un triangle formé par les villes de Creutzwald, Faulquemont et Forbach, d'une superficie de 576 km2, a été approuvé le 27 octobre 2017. La structure porteuse de l'élaboration et de la mise en œuvre est la région Grand Est. Il définit sur son territoire les objectifs généraux d’utilisation, de mise en valeur et de protection quantitative et qualitative des ressources en eau superficielle et souterraine, en respect des objectifs de qualité définis dans le SDAGE  du Bassin Rhin-Meuse.
La qualité du ruisseau de Lixing peut être consultée sur un site dédié géré par les agences de l’eau et l’Agence française pour la biodiversité.

### Climat
Pour des articles plus généraux, voir Climat du Grand Est et Climat de la Moselle.
En 2010, le climat de la commune est de type climat des marges montargnardes, selon une étude du Centre national de la recherche scientifique s'appuyant sur une série de données couvrant la période 1971-2000. En 2020, Météo-France publie une typologie des climats de la France métropolitaine dans laquelle la commune est exposée à un climat semi-continental et est dans la région climatique  Lorraine, plateau de Langres, Morvan, caractérisée par un hiver rude (1,5 °C), des vents modérés et des brouillards fréquents en automne et hiver. 
Pour la période 1971-2000, la température annuelle moyenne est de 9,4 °C, avec une amplitude thermique annuelle de 17,2 °C. Le cumul annuel moyen de précipitations est de 975 mm, avec 12,6 jours de précipitations en janvier et 10 jours en juillet. Pour la période 1991-2020, la température moyenne annuelle observée sur la station météorologique de Météo-France la plus proche, « Seingbouse », sur la commune de Seingbouse à 10 km à vol d'oiseau, est de 10,5 °C et le cumul annuel moyen de précipitations est de 731,4 mm. 
La température maximale relevée sur cette station est de 37,9 °C, atteinte le 25 juillet 2019 ; la température minimale est de −17 °C, atteinte le 20 décembre 2009,,. 
Les paramètres climatiques de la commune ont été estimés pour le milieu du siècle (2041-2070) selon différents scénarios d'émission de gaz à effet de serre à partir des nouvelles projections climatiques de référence DRIAS-2020. Ils sont consultables sur un site dédié publié par Météo-France en novembre 2022.

## Urbanisme

### Typologie
Au 1er janvier 2024, Behren-lès-Forbach est catégorisée ceinture urbaine, selon la nouvelle grille communale de densité à sept niveaux définie par l'Insee en 2022.
Elle appartient à l'unité urbaine de Sarrebruck (ALL)-Forbach (partie française), une agglomération internationale regroupant 15  communes, dont elle est une commune de la banlieue,,. Par ailleurs la commune fait partie de l'aire d'attraction de Forbach (partie française), dont elle est une commune de la couronne,. Cette aire, qui regroupe 10 communes, est catégorisée dans les aires de moins de 50 000 habitants,.

### Occupation des sols
L'occupation des sols de la commune, telle qu'elle ressort de la base de données européenne d’occupation biophysique des sols Corine Land Cover (CLC), est marquée par l'importance des territoires agricoles (45,3 % en 2018), en diminution par rapport à 1990 (57,8 %). La répartition détaillée en 2018 est la suivante : 
zones urbanisées (30,7 %), prairies (26,2 %), forêts (13,7 %), zones agricoles hétérogènes (13,1 %), zones industrielles ou commerciales et réseaux de communication (6,9 %), espaces verts artificialisés, non agricoles (3,4 %), terres arables (3,2 %), cultures permanentes (2,8 %). L'évolution de l’occupation des sols de la commune et de ses infrastructures peut être observée sur les différentes représentations cartographiques du territoire : la carte de Cassini (XVIIIe siècle), la carte d'état-major (1820-1866) et les cartes ou photos aériennes de l'IGN pour la période actuelle (1950 à aujourd'hui).

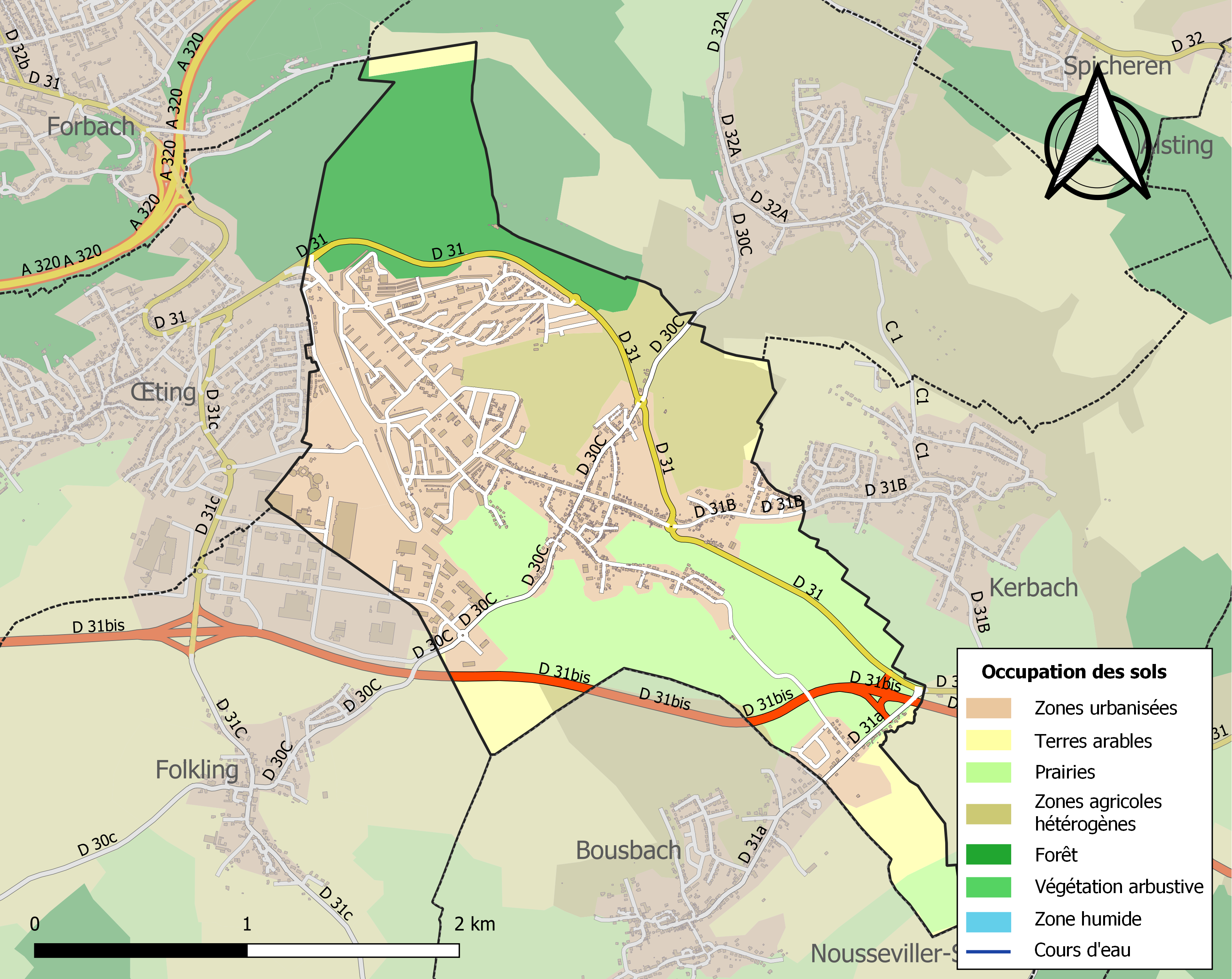
Carte des infrastructures et de l'occupation des sols de la commune en 2018 (CLC).

## Toponymie
- Anciens noms[19],[20],[21] : Bering (1577), Berien et Berren (1594), Beren (1618 - arch. de la maison de Wendel), Biren (1751), Beren ou Biren (XVIIIe siècle), Behren (1793), Behren-lès-Forbach (1926).
- En francique lorrain : Bäre.

### Sobriquets
- Anciens sobriquets désignant les habitants[22] : Die Emberte (Himbeeren) « les framboises », Behrener Tappesse « les patauds de Behren », Die Lehmrutscher « ceux qui glissent sur la terre glaise ».

## Histoire
- Dépendait de l'ancienne province de Lorraine, seigneurie de Forbach.

Behren-lès-Forbach est une ancienne cité minière dont un document mentionne déjà l’existence au début du XIVe siècle sous l’orthographe de « Berne ». À cette époque, le village appartient, entre autres, à la seigneurie de Forbach puis à la chatellerie de Sarreguemines. Behren fait tour à tour partie du duché de Lorraine ou du comté de Nassau-Sarrebruck.
Au XVIIe siècle, la guerre de Trente Ans (1618-1648) ne va pas épargner ce qui n’est encore qu'un village avec son occupation par l’armée suédoise. Au cours de cette triste période, les châteaux voisins de Forbach et de Sarreguemines sont détruits sur l’ordre du cardinal de Richelieu.
Le désastre de la guerre de 1870 oblige la France à céder l'Alsace et la Moselle à l'Allemagne. Le village de Kerbach-Behren devient donc allemand. À cette même époque, la région devient un important bassin industriel grâce notamment à ses mines de charbon. Durant la Première Guerre mondiale, les hommes de Behren combattent dans l’armée allemande, la plupart sur le front russe. Le village redevient français avec le traité de Versailles en 1919.
En 1927, Behren est définitivement séparé de Kerbach grâce aux efforts de son premier maire, Jean Weyland, et porte désormais le nom de Behren-lès-Forbach.
Le 1er septembre 1939, le village est évacué par ordre de l’autorité militaire (zone rouge de la ligne Maginot). À pied, à bicyclette, en voiture, en charrette, toute la population prend la route de Gaubiving dénommée aujourd’hui pour cette raison rue du 1er-septembre-1939. À Château-Salins tout le monde prend le train à destination du département de la Charente, sauf les familles des mineurs qui sont dirigées sur les différents bassins houillers français (Pas-de-Calais ; Saône-et-Loire). Les avant-postes français se trouvent sur les hauteurs du Kelsberg (près du château d’eau de la cité) et du Wingertsknopf. Le 12 mai 1940, à 4 h du matin, les Allemands arrosent Behren par un feu roulant d’artillerie. À 4 h 30, Behren brûle. À 5 h 30, les Allemands attaquent et le village est occupé à 8 h 30. Le 17 février 1945, la localité est enfin libérée, mais a payé un lourd tribut : sinistrée à 80 %, elle a aussi perdu quatre de ses fils.
Au lendemain de la Libération, la vie reprit son cours et les hommes retournèrent à la mine. En 1956, Behren-lès-Forbach devient une grande cité-dortoir, propriété des Houillères du Bassin de Lorraine (H.B.L). Aux primo-arrivants succédaient d’autres arrivants. Le petit village de 700 habitants se muait en ville champignon pour atteindre 12 512 Behrenois en 1968, avant de décliner à 6 571 habitants en 2022. La majorité de la ville est classée quartier prioritaire, puisque ce dernier regroupe 4 985 habitants la même année.

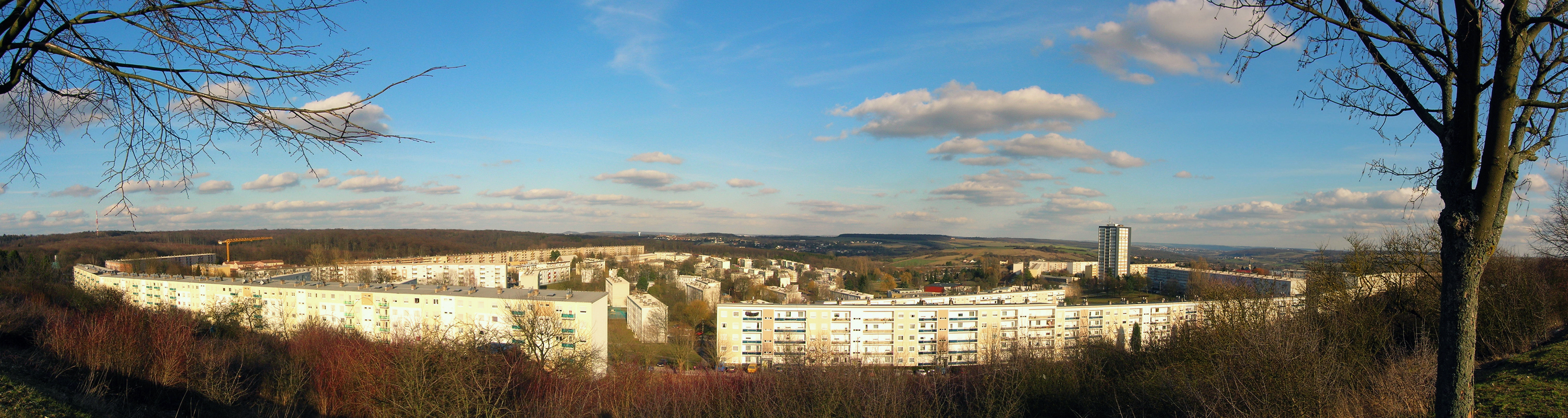
Vue panoramique de la cité de Behren-lès-Forbach (depuis la rue du Petit-Bois).

### Distinction
- La Croix de guerre 1939-1945 avec étoile de bronze a été décernée le 11 novembre 1948 à la commune.

## Politique et administration

### Liste des maires
En 2010, la commune de Behren-lès-Forbach a été récompensée par le label « Ville Internet @@ ».
| Période                                  | Période   | Identité         | Étiquette | Qualité            |
| ---------------------------------------- | --------- | ---------------- | --------- | ------------------ |
| mars 1977                                | mars 2001 | Paul Bienvenu    | PCF       | Ouvrier mineur     |
| mars 2001                                | mars 2008 | Michel Obiegala  | PS        |                    |
| mars 2008                                | mars 2014 | Jérôme Dibo      | SE        | Ingénieur          |
| mars 2014                                | En cours  | Dominique Ferrau | DVD       | Agent d'assurances |
| Les données manquantes sont à compléter. |           |                  |           |                    |

### Jumelages
- Carbonia (Sardaigne) - Italie.
- Konstantynów Łódzki (voïvodie de Łódź) - Pologne.
- Boussu (Hainaut) - Belgique.

## Démographie

### Immigration
En 2008, la ville compte 2 495 immigrés soit 29,3 % de sa population. En 1999, 51 % des jeunes de moins de 18 ans étaient d'ascendance étrangère dont 41 % d'origine maghrébine.

#### Évolution démographique
L'évolution du nombre d'habitants est connue à travers les recensements de la population effectués dans la commune depuis 1793. Pour les communes de moins de 10 000 habitants, une enquête de recensement portant sur toute la population est réalisée tous les cinq ans, les populations de référence des années intermédiaires étant quant à elles estimées par interpolation ou extrapolation. Pour la commune, le premier recensement exhaustif entrant dans le cadre du nouveau dispositif a été réalisé en 2007.

En 2022, la commune comptait 6 299 habitants, en évolution de −4,24 % par rapport à 2016 (Moselle : +0,52 %, France hors Mayotte : +2,11 %).
| 1793 | 1800 | 1806 | 1926 | 1931 | 1936 | 1946 | 1954 | 1962   |
| ---- | ---- | ---- | ---- | ---- | ---- | ---- | ---- | ------ |
| 250  | 244  | 291  | 519  | 502  | 473  | 429  | 524  | 10 486 |

| 1968   | 1975   | 1982   | 1990   | 1999   | 2006  | 2007  | 2012  | 2017  |
| ------ | ------ | ------ | ------ | ------ | ----- | ----- | ----- | ----- |
| 12 512 | 12 015 | 11 152 | 10 291 | 10 073 | 9 146 | 8 781 | 7 500 | 6 562 |

| 2022  | - | - | - | - | - | - | - | - |
| ----- | - | - | - | - | - | - | - | - |
| 6 299 | - | - | - | - | - | - | - | - |

## Culture locale et patrimoine

### Lieux et monuments

#### Édifices civils
- Behren-lès-Forbach dispose de 8 équipements de pétanque et d’un boulodrome de 25 m sur 40 m dans un terrain couvert[31].
- Palais des sports.

#### Édifices religieux
- Église Saint-Blaise construite en 1910.
- Église Jean Bosco, moderne XXe siècle.
- Église Notre-Dame, moderne XXe siècle, réhabilitéé en bibliothèque Municipale Paul Bienvenu.
- Église Luthérienne, rue Kelsberg construite entre 1960 et 1965.
- Église néo-apostolique, rue de Sarreguemines.
- Mosquée : Al nasr.
- Mosquée : Ar-rahmah.
- Mosquée : Abou-bakr.

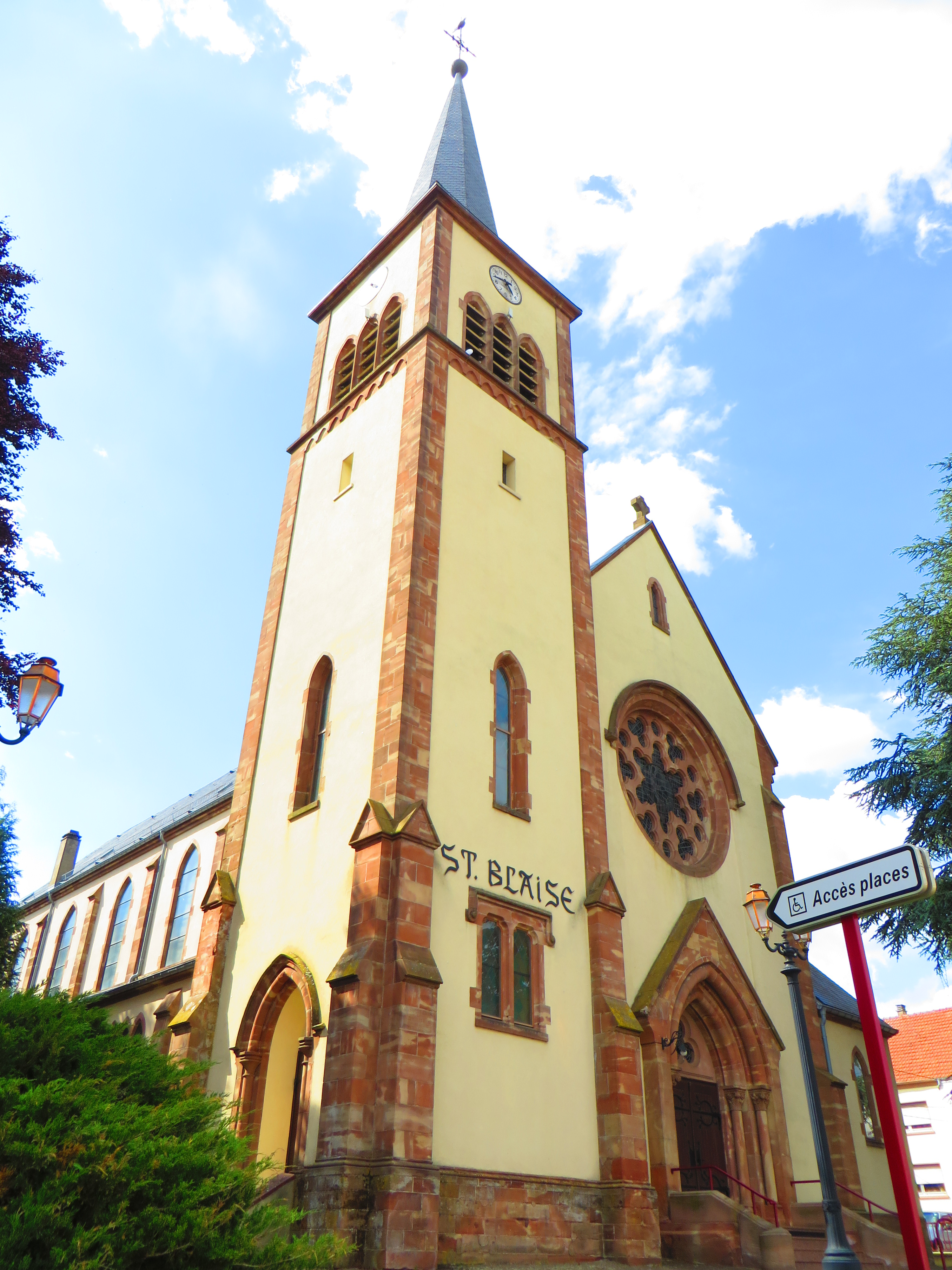
Église Saint-Blaise.
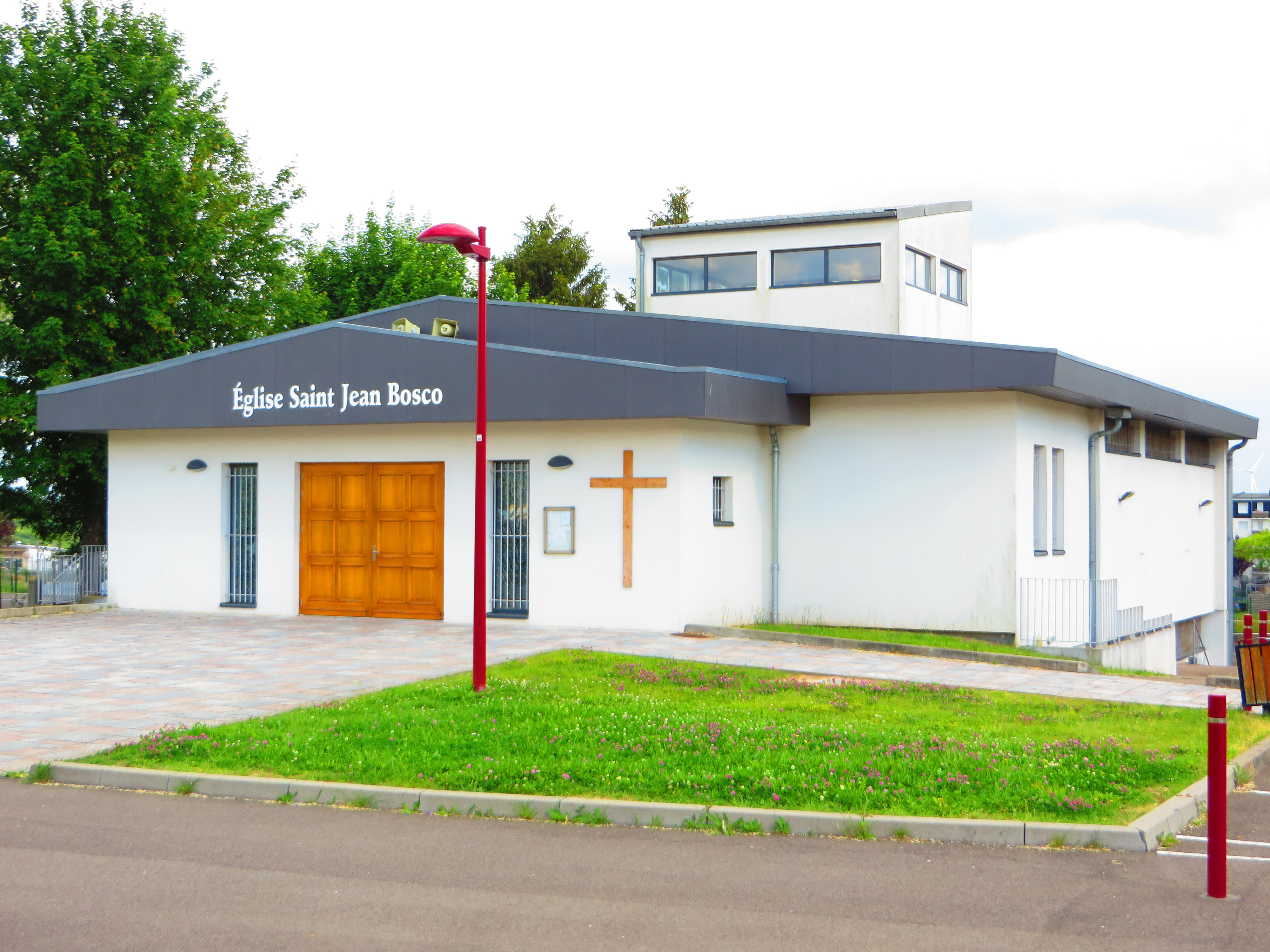
Église Saint Jean Bosco.
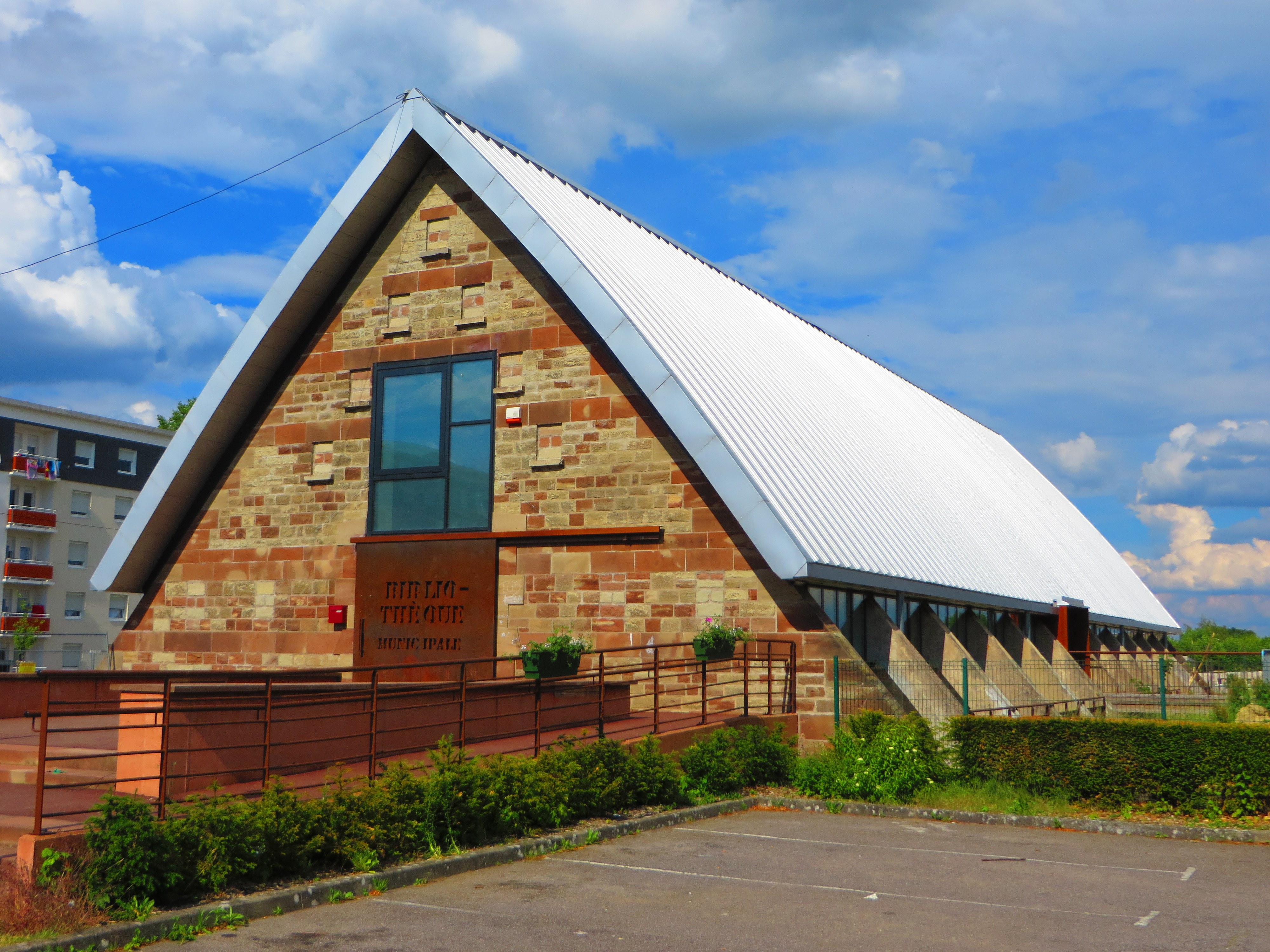
Église Notre-Dame.Bibliothèque Paul Bienvenu.
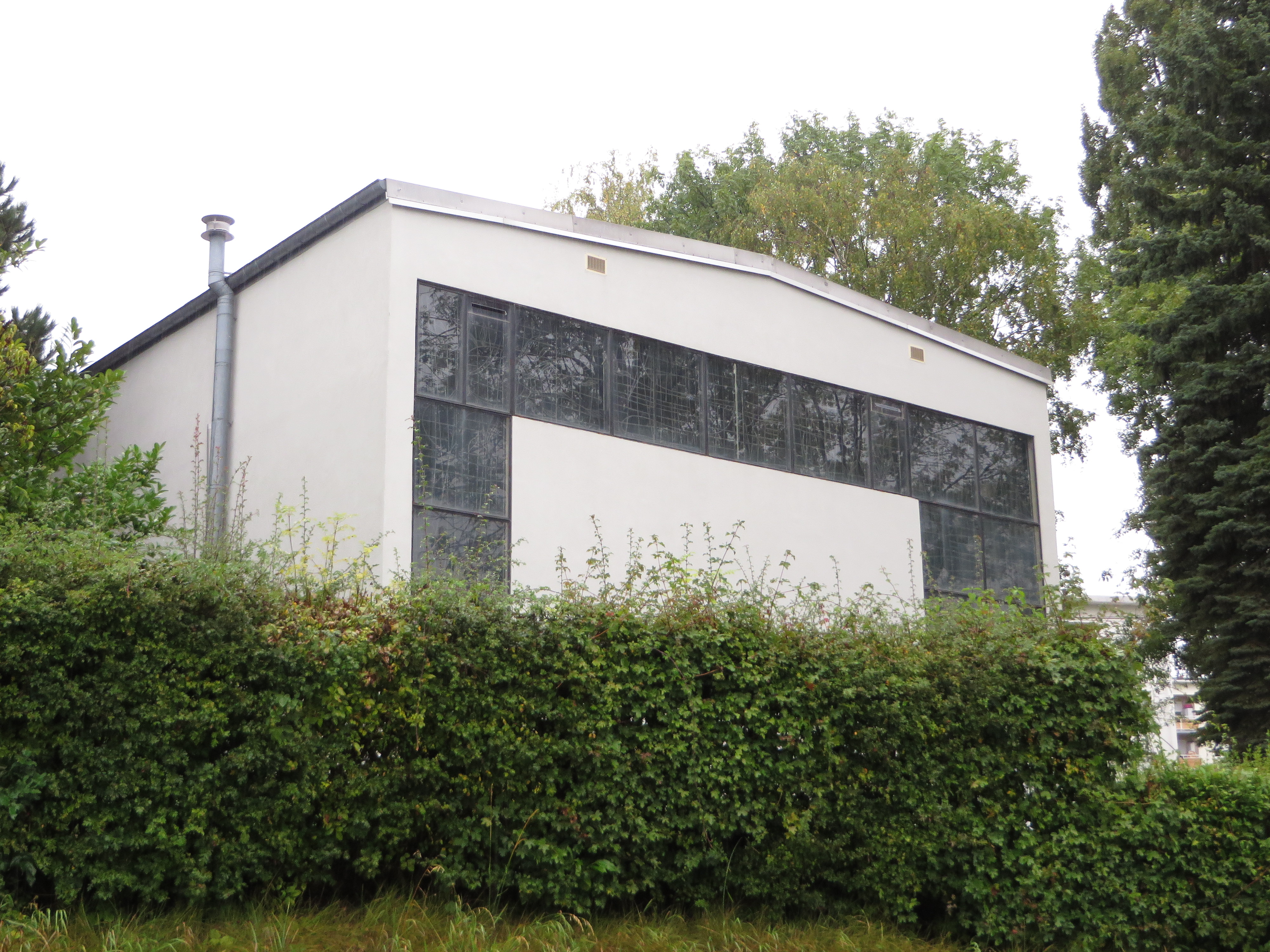
Église luthérienne.
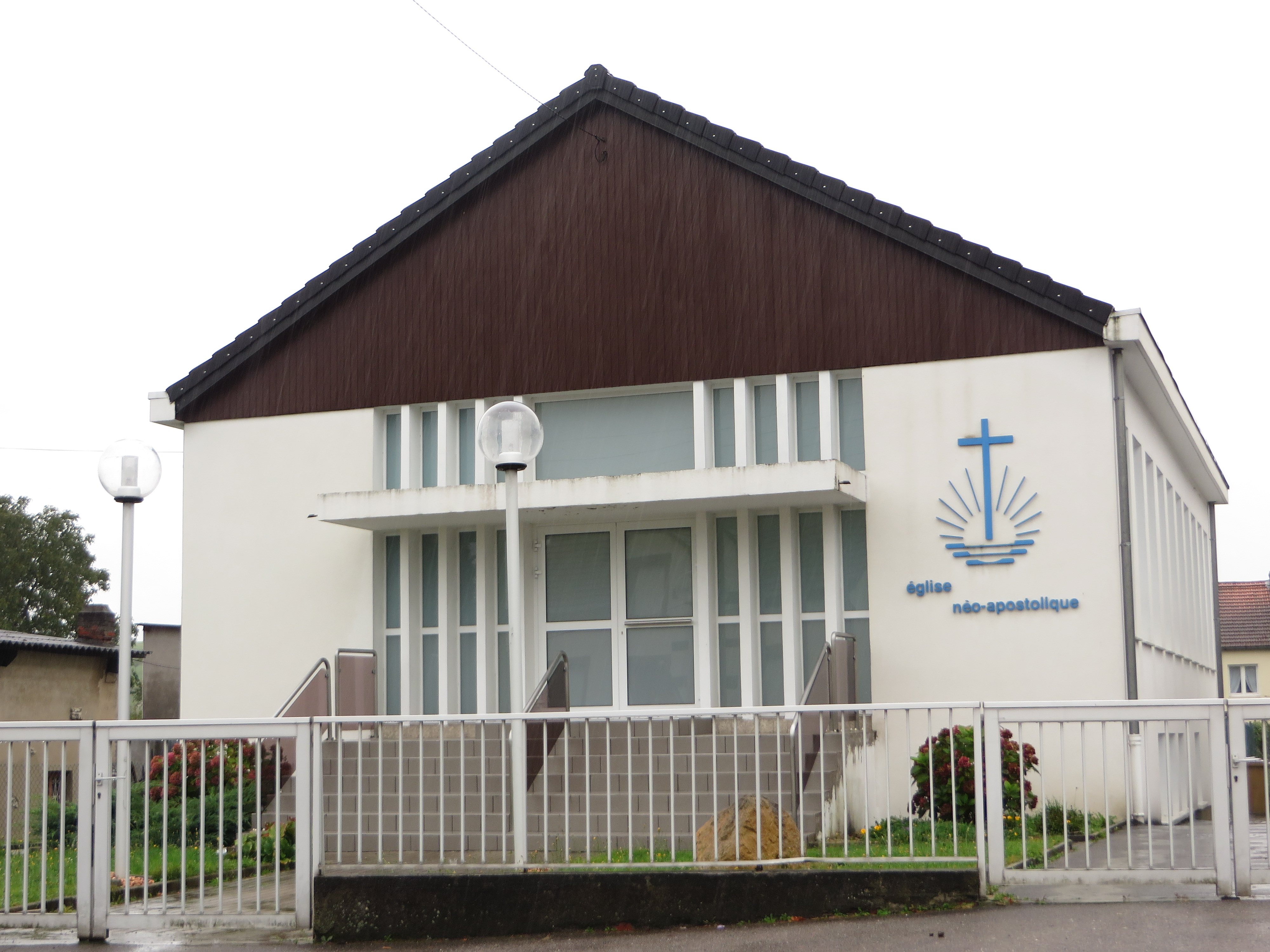
Église néo-apostolique, rue de Sarreguemines.

### Enseignement
- Le collège Robert Schuman qui regroupe les communes de : Behren-lès-Forbach, Bousbach et Kerbach.
- Le Lycée Professionnel Hurlevent[32].

### Personnalités liées à la commune
- Stéphane d'Angelo, footballeur.
- Issam Chebake, footballeur.

### Héraldique
| Blason de Behren-lès-Forbach | Blason  | Coupé : au 1er d'argent (de sable) au lion léopardé de sable (d'or), au 2e de sable (d'or) à l'ours passant d'argent (de sable). |
| Blason de Behren-lès-Forbach | Détails | Le statut officiel du blason reste à déterminer.                                                                                 |

## Pour approfondir